# Fernand Carez
Fernand Carez (* 28. Oktober 1905 in Brüssel; † unbekannt) war ein belgischer Eishockeyspieler. 

## Karriere
Fernand Carez nahm für die belgische Nationalmannschaft an den Olympischen Winterspielen 1936 in Garmisch-Partenkirchen teil. Mit seinem Team belegte er den 13. und somit letzten Platz. Er selbst kam im Turnierverlauf einmal zum Einsatz. Auf Vereinsebene spielte er für den CSHB Bruxelles.